# ゴリゾント
ゴリゾント（ロシア語: Горизонт, Gorizont）は、ロシア連邦（旧ソ連）が1978年から2000年にかけ計35機を打ち上げた対地同期通信衛星である。GRAUインデックスは11F662。ゴリゾントの名は「地平線」という意味。
この計画は1980年モスクワオリンピックの競技中継のシステムを構築するために始まった。最初の4機は元々この目的のみで打ち上げられた。その後ゴリゾントシステムはYeSSS統合衛星通信システムに統合、軍民両方の通信中継に使用された。1988年からはOkean計画のサポートにも使用された。
ゴリゾント衛星は3軸姿勢制御システムと液体マヌーバエンジンを備えたKAUR-3衛星バスを基礎としていた。